# Juan Diego Li
Juan Diego Li (Lima, Provincia de Lima, Perú, 16 de febrero de 1995) es un exfutbolista peruano. Jugaba como lateral derecho y su último equipo fue la Universidad Técnica de Cajamarca de la Primera División del Perú. Tiene 30 años.

## Trayectoria
Inició su carrera deportiva en las divisiones menores del Club Deportivo Universidad de San Martín de Porres. en el año 2014 fue vendido al Foot Ball Club Melgar donde jugó en el equipo de reservas, consiguiendo el título del Torneo Clausura de dicho torneo de menores. Llegó a aprobarse en el Football Club Twente  de Holanda.
En el año 2015, el Club Alianza Lima lo fichó para toda la temporada.
En el año 2016, Juan Diego Li regresó a la Universidad de San Martín, sin embargo, solo estuvo hasta la mitad de temporada en este club, ya que luego fichó por el Vejle BK de la Primera División de Dinamarca.
En el año 2017, regresó al Club Alianza Lima donde ha estado alternando en la reserva, sin embargo debutó en el primer equipo en dicha temporada durante un partido amistoso frente al Club Sport Unión Huaral.
Campeón Nacional con el Club Alianza Lima 2017.
Para la temporada 2018 jugará en el club UTC de Cajamarca. Jugó la Copa Sudamericana 2018, perdiendo en primera ronda contra Rampla Juniors.
Actualmente se encuentra retirado del fútbol debido a que decidió continuar sus estudios superiores en España.

## Clubes
| Club                   | País      | Año  |
| ---------------------- | --------- | ---- |
| FBC Melgar             | Perú      | 2014 |
| Alianza Lima           | Perú      | 2015 |
| Universidad San Martín | Perú      | 2016 |
| Vejle BK               | Dinamarca | 2016 |
| Alianza Lima           | Perú      | 2017 |
| UTC                    | Perú      | 2018 |

## Palmarés

### Campeonatos nacionales
| Título                    | Club         | País | Año  |
| ------------------------- | ------------ | ---- | ---- |
| Primera División del Perú | Alianza Lima | Perú | 2017 |

### Torneos cortos
| Título          | Club         | País | Año  |
| --------------- | ------------ | ---- | ---- |
| Torneo Apertura | Alianza Lima | Perú | 2017 |
| Torneo Clausura | Alianza Lima | Perú | 2017 |